# FC Schönberg 95
El FC Schönberg 95 es un equipo de fútbol de Alemania que juega en la NOFV-Oberiga Nörd, una de las ligas que conforman la quinta división de fútbol en el país.

## Historia
Fue fundado el 1 de julio de 1995 en la ciudad de Schönberg luego de que la sección de fútbol del TSG Schönberg se declarara como un club de fútbol independiente, iniciando en la sexta categoría.
En su primera temporada lograron el ascenso a la Oberliga, aunque en un periodo de 8 temporadas fueron un equipo yo-yo, el cual cambiaba constantemente de categoría hasta que en el año 2003 estuvieron cerca de ascender a la Regionalliga, aunque perdieron la promoción de ascenso ante el FC Sachsen Leipzig.
Han participado varias veces en la Copa de Alemania, incluyendo enfrentamientos ante clubes que han formado parte de la Bundesliga como el FC Bayern Múnich (0-4 en el 2000), VfB Stuttgart (2-4 en el 2001), Hamburger SV (0-6 en 2002), Borussia Mönchengladbach (0-3 en 2003) y 1. FC Kaiserslautern (0-15 en 2004).
El club logró el ascenso a la Regionalliga Nordost para la temporada 2015/16.

## Palmarés
- Bezirksliga Mecklenburg-Vorpommern: 1 (VII)

1996
- Landesliga Mecklenburg-Vorpommern: 1 (VI)

1997
- Verbandsliga Mecklenburg-Vorpommern: 3 (V)

1998, 2006, 2009
- Mecklenburg-Vorpommern Pokal: 7

1999, 2000, 2001, 2002, 2003, 2004, 2012
- NOFV-Oberliga Nord: 1 (IV)

2003